# Талалаи
Талалаи (укр. Талалаї) — село на Украине, находится в Погребищенском районе Винницкой области.
Код КОАТУУ — 0523486802. Население по переписи 2001 года составляет 233 человека. Почтовый индекс — 22242. Телефонный код — 4346.
Занимает площадь 0,168 км².

## Адрес местного совета
22214, Винницкая область, Погребищенский р-н, с. Станиловка, ул. Колгоспна, 12